# Дар ес Салаам (регион)
Дар ес Салаам е един от 26-те региона на Танзания. Разположен е в източната част на страната и има излаз на Индийския океан. Площта на региона е 1393 км². Населението му е 4 364 541 жители (по преброяване от август 2012 г.). Столица на региона е град Дар ес Салаам – най-големият град в Танзания.

## Окръзи
Регион Дар ес Салаам е разделен на 3 окръга: Кинондони, Илала и Темеке.